# Лау Хинчхён
Лау Хинчхён (кит. 刘庆祥; 1898) — южно-китайский футболист, игравший на позиции вратаря. Выступал за клуб «Саут Чайна» и национальную сборную Китайской Республики. Четырёхкратный победитель футбольного турнира Дальневосточных игр.

## Карьера
Лау Хинчхён играл за футбольный клуб «Саут Чайна» из Гонконга. В 1915 году его команда получила право представлять сборную Китайской Республики на Дальневосточных играх. На турнире Лау дебютировал 12 мая в матче против сборной Филиппин, выйдя в стартовом составе. Встреча завершилась победой его команды со счётом 2:0. Во втором матче на турнире китайцы уступили команде Филиппин. В решающем третьем матче Китайская Республика одержала победу над Филиппинами и стала победителем соревнования.
Хинчхён защищал ворота сборной ещё на трёх Дальневосточных играх, на которых его команда неизменно побеждала на соревнованиях. В августе 1923 года он отправился со сборной в турне по Австралии, которое продлилось три месяца. В последний раз в составе сборной Хинчхён сыграл 22 мая 1925 года против сборной Филиппин.
Вне футбола Лау был успешным бизнесменом, любил крикет и бейсбол, а также играл джаз.

## Статистика за сборную
| Китайская Республика | Китайская Республика | Китайская Республика |
| Год                  | Матчи                | Голы                 |
| -------------------- | -------------------- | -------------------- |
| 1919                 | 3                    | -3                   |
| 1921                 | 2                    | -1                   |
| 1923                 | 2                    | -1                   |
| 1925                 | 2                    | -1                   |
| Итого                | 9                    | -6                   |

## Достижения
- Победитель Дальневосточных игр (4): 1919, 1921, 1923, 1925